# Tha Carter IV
Tha Carter IV es el noveno álbum de estudio del rapero estadounidense Lil Wayne. El álbum fue originalmente destinado a ser lanzado el 16 de mayo de 2011, pero tuvo su fecha de lanzamiento reprogramada en varias ocasiones. La fecha de lanzamiento actual está para el 29 de agosto de 2011. Algunas apariciones en el álbum son Cory Gunz, Drake, T-Pain, N9ne Tech, Andre 3000, Rick Ross, John Legend, Jadakiss, Bun B, Nas , Shyne y Busta Rhymes.

## Antecedentes
Wayne mencionó la posibilidad de que este saliera en septiembre de 2010 debido a los logros de Tha Carter III (de la venta de más de 3 millones de copias, convirtiéndose en un best-seller en álbumes del 2008). Él comenzó a grabar este álbum a principios de octubre de 2008, pero más tarde ese mismo mes, afirmó que no quería que este disco siguiera a Tha Carter III y saliera de inmediato. 
Más tarde Wayne dijo que Tha Carter IV sería lanzado en 2010 justo antes de las vacaciones. Aunque después de unas grandes disputas sobre Rebirth y Tha Carter IV con Birdman pospusieron el lanzamiento para 2011. 
Tha Carter IV iba a ser lanzado a finales de mayo, pero se retrasó hasta junio. Mack Maine confirmó que el lanzamiento del álbum fue pospuesto debido a que todavía se necesitaba tiempo para que fuese perfecto. El 2 de junio de 2011, el álbum se retrasó aún más, el 21 de junio más todavía y definitivamente el álbum saldrá a la venta el 29 de agosto de 2011.v
La portada del álbum fue lanzado a Internet el 19 de abril de 2011. Una "Deluxe Edition" ha sido confirmada para Tha Carter IV.

## Recepción

### Comercial
En los Estados Unidos, se predijo que el álbum vendería entre 700 y 850 mil copias, con posibilidades de debutar en el número uno. A medida que finalizaba la semana, las predicciones aumentaron a 900 mil copias. Finalmente, en la edición del 17 de septiembre de la revista Billboard, Tha Carter IV debutó en el primer puesto de la Billboard 200. Ello, luego de vender más de 964 000 copias, las cuales lo convirtieron en el segundo álbum con mejores ventas en su primera semana, tras Born This Way de Lady Gaga, el cual vendió 1 108 000 copias. Por otro lado, el álbum también logró debutar en el puesto número uno del Canadian Albums Chart.

## Lista de canciones
| N.º | Título                                                      | Escritor(es) | Productor(es)                                     | Duración |  |
| 1.  | «Intro»                                                     | Dwayne Carter, Jr., Willie Hodge, Jermaine Preyan                                                                           | Willy Will                                        | 2:52     |  |
| 2.  | «Blunt Blowin»                                              | Carter, Bigram Zayas, Matthew Arthur DelGiorno                                                                              | Develop, Filthy (co.)                             | 5:12     |  |
| 3.  | «Megaman»                                                   | Carter, Orville Mcwhinney                                                                                                   | Megaman                                           | 3:18     |  |
| 4.  | «6 Foot 7 Foot» (con Sebastian Ochoa)                       | Carter, Peter Panky, Jr., Seandrae Crawford, William Attaway, Irving Burgie                                                 | Bangladesh                                        | 4:08     |  |
| 5.  | «Nightmares of the Bottom»                                  | Carter, Ben Vaughn, Maurice Jordan, Preyan                                                                                  | Snizzy, Kenoe                                     | 4:41     |  |
| 6.  | «She Will» (con Drake)                                      | Carter, Aubrey Graham, Tyler Williams                                                                                       | T-Minus                                           | 5:05     |  |
| 7.  | «How to Hate» (con T-Pain)                                  | Carter, Faheem Rasheed Najm, Tremaine Winfrey                                                                               | Young Fyre, Andrew Lloyd (add.)                   | 4:38     |  |
| 8.  | «Interlude» (interpretado por Tech N9ne)                    | Carter, Aaron Yates, Hodge, Preyan                                                                                          | Willy Will                                        | 2:01     |  |
| 9.  | «John» (con Rick Ross)                                      | Carter, William Roberts II, Jamal Jones, Rob Holladay, Kevin Crowe, Erik Ortiz                                              | Polow da Don, Rob Holladay, J.U.S.T.I.C.E. League | 4:46     |  |
| 10. | «Abortion»                                                  | Carter, Hacker, Preyan | The Commission, StreetRunner (add.)               | 3:43     |  |
| 11. | «So Special» (con John Legend)                              | Carter, Andre Lyon, Marcello Valenzano, Eddie Montilla                                                                      | Cool & Dre                                        | 3:52     |  |
| 12. | «How to Love»                                               | Carter, Noel Fisher, LaMar Seymour, LaNelle Seymour, Preyan, Marcus Boyd                                                    | Noel "Detail" Fisher, Drum Up                     | 4:00     |  |
| 13. | «President Carter»                                          | Carter, Angel Aponte, Marco Rodríguez                                                                                       | Angel "Onhel" Aponte, Infamous                    | 4:15     |  |
| 14. | «It's Good» (con Jadakiss y Drake)                          | Carter, Graham, Jason Phillips, Lyon, Valenzano, B. Pickens, Alan Parsons, Eric Woolfson                                    | Young Ladd, Cool & Dre                            | 4:01     |  |
| 15. | «Outro» (interpretado por Bun B, Nas, Shyne y Busta Rhymes) | Carter, Hodge, Bernard Freeman, Nasir bin Olu Dara Jones, Jamal Michael Barrow, Trevor Tahiem Smith, Jr., Preyan, Ben-David | Willy Will                                        | 3:52     |  |

| Edición deluxe bonus tracks |                           |                                                      |                                           |          |  |
| N.º                         | Título                    | Escritor(es)                                         | Productor(es)                             | Duración |  |
| 16.                         | «I Like The View»         | Carter, Lyon, Valenzano                              | Cool & Dre                                | 4:41     |  |
| 17.                         | «Mirror» (con Bruno Mars) | Carter, Peter Hernández, Philip Lawrence, Ramon Owen | REO de The Soundkillers, The Smeezingtons | 3:48     |  |
| 18.                         | «Two Shots»               | Carter, Thomas Wesley Pentz, Derek Allen             | Diplo, DJA                                | 2:44     |  |

| iTunes Store bonus track |                  |                                        |                      |          |  |
| N.º                      | Título           | Escritor(es)                           | Productor(es)        | Duración |  |
| 19.                      | «Up Up And Away» | Carter, Brandon Deener, Timothy Mosley | Wizz Dumb, Timbaland | 3:53     |  |

| Target bonus tracks |                                        |                                                            |               |          |  |
| N.º                 | Título                                 | Escritor(es)                                               | Productor(es) | Duración |  |
| 19.                 | «Novacane» (con Kevin Rudolf)          | Carter, Kevin Rudolf, Emile Haynie, Wexler, Butler, Ighner | Emile Haynie  | 3:38     |  |
| 20.                 | «I Got Some Money On Me» (con Birdman) | Carter, Bryan Williams, Preyan, Thielk                     | Drew Money    | 4:05     |  |

## Posicionamiento en listas

### Semanales
| País           | Lista (2011)                    | Mejor posición |
| -------------- | ------------------------------- | -------------- |
| Canadá         | Canadian Albums Chart           | 1              |
| Estados Unidos | US Billboard 200                | 1              |
| Estados Unidos | US Billboard R&B/Hip-Hop Albums | 1              |
| Estados Unidos | US Billboard Rap Albums         | 1              |
| Irlanda        | Irish Albums Chart              | 19             |
| Nueva Zelanda  | New Zealand Albums Chart        | 39             |
| Reino Unido    | UK Albums Chart                 | 8              |